# Estevão Alves de Magalhães
Estevão Alves de Magalhães (Minas Gerais,  – 25 de dezembro de 1846) foi um farmacêutico brasileiro.
Foi eleito membro da Academia Nacional de Medicina em 1835, com o número acadêmico 43, na presidência de Joaquim Cândido Soares de Meireles.